# Tallträskkalven
Tallträskkalven är en sjö i Storumans kommun i Lappland och ingår i Umeälvens huvudavrinningsområde. Sjön har en area på 0,211 kvadratkilometer och ligger 556,2 meter över havet. Sjön avvattnas av vattendraget Holmträskbäcken.

## Delavrinningsområde
Tallträskkalven ingår i det delavrinningsområde (725021-154863) som SMHI kallar för Inloppet i Holmträsket. Medelhöjden är 558 meter över havet och ytan är 3,82 kvadratkilometer. Det finns ett avrinningsområde uppströms, och räknas det in blir den ackumulerade arean 10,2 kvadratkilometer. Holmträskbäcken som avvattnar avrinningsområdet har biflödesordning 3, vilket innebär att vattnet flödar genom totalt 3 vattendrag innan det når havet efter 302 kilometer. Avrinningsområdet består mestadels av skog (60 procent) och sankmarker (32 procent). Avrinningsområdet har 0,21 kvadratkilometer vattenytor vilket ger det en sjöprocent på 5,5 procent.